# Lista siturilor arheologice din județul Caraș-Severin - D
Lista siturilor arheologice din județul Caraș-Severin - D conține toate siturile arheologice din județul Caraș-Severin înscrise în Repertoriul Arheologic Național (RAN) și aflate în localități al căror nume începe cu litera D. RAN este administrat de Ministerul Culturii și Patrimoniului Național și cuprinde date științifice, cartografice, topografice, imagini și planuri, precum și orice alte informații privitoare la zonele cu potențial arheologic, studiate sau nu, încă existente sau dispărute.
Puteți căuta un sit din localitățile care încep cu litera D folosind formularul de mai jos sau puteți naviga prin toate siturile din județ la Lista siturilor arheologice din județul Caraș-Severin.
| Cod RAN                                  | Denumire | Localitate                                     | Adresă                                                          | Datare                                       | Descoperit | Coordonate                                          | Imagine           | Erori            |
| ---------------------------------------- | --- | ---------------------------------------------- | --------------------------------------------------------------- | -------------------------------------------- | ---------- | --------------------------------------------------- | ----------------- | ---------------- |
| 52589.01.01 (Cod LMI: CS-I-s-B-10820)    | Așezarea Latene de la Dalboșeț - "Grădiște" / ansamblu anonim (Categorie: locuire civilă) (Tip: Așezare fortificată)                                                | sat Dalboșeț, comuna Dalboșeț                  | Grădiște                                                        | geto-dacică                                  |            |                                                     | Încărcați imagine | Raportați eroare |
| 52730.01.01 (Cod LMI: CS-I-s-B-10822)    | Așezarea romană de la Domașnea - "Coveiul lui Ioșca" / ansamblu anonim (Categorie: locuire civilă) (Tip: Așezare civilă)                                            | sat Domașnea, comuna Domașnea                  | Coveiul lui Ioșca                                               | romană sec. II - IV                          |            |                                                     | Încărcați imagine | Raportați eroare |
| 52730.02.01 (Cod LMI: CS-I-s-B-10823)    | Fortificația medievală de la Domașnea - "Potoc" / ansamblu anonim (Categorie: fortificație) (Tip: Fortificație de pământ)                                           | sat Domașnea, comuna Domașnea                  | Potoc                                                           | sec. XI - XII                                |            |                                                     | Încărcați imagine | Raportați eroare |
| 51485.01 (Cod LMI: CS-I-s-B-10824)       | Fortificația de la Drencova - "La Cetate" (Categorie: fortificație) (Tip: fortificație de pământ și necropolă)                                                      | sat Drencova, comuna Berzasca                  | La Cetate                                                       | sec. XII - XIII, A1-B2, 1895                 |            | 44°38′15″N 21°58′30″E / 44.637605°N 21.9748880556°E | Încărcați imagine | Raportați eroare |
| 51485.01.01 (Cod LMI: CS-I-m-B-10824.01) | Fortificația de la Drencova - "La Cetate" / ansamblu anonim (Categorie: fortificație) (Tip: Fortificație de pământ)                                                 | sat Drencova, comuna Berzasca                  | La Cetate                                                       | sec. XII - XIII                              |            |                                                     | Încărcați imagine | Raportați eroare |
| 51485.01.02 (Cod LMI: CS-I-m-B-10824.02) | Fortificația de la Drencova - "La Cetate" / ansamblu anonim (Categorie: fortificație) (Tip: Necropolă)                                                              | sat Drencova, comuna Berzasca                  | La Cetate                                                       | sec. XII - XIII                              |            |                                                     | Încărcați imagine | Raportați eroare |
| 51485.01.03 (Cod LMI: CS-I-s-B-10824)    | Fortificația de la Drencova - "La Cetate" / ansamblu anonim (Categorie: fortificație) (Tip: Depozit)                                                                | sat Drencova, comuna Berzasca                  | La Cetate                                                       | A1-B2                                        |            | 44°38′15″N 21°58′30″E / 44.637605°N 21.9748880556°E | Încărcați imagine | Raportați eroare |
| 52810.01.01 (Cod LMI: CS-I-m-B-10825.01) | Situl arheologic de la Duleu - "Ripigiune" / ansamblu anonim (Categorie: locuire civilă) (Tip: Așezare)                                                             | sat Duleu, comuna Fârliug                      | Ripigiune,                                                      | daco-romană sec. III - IV                    |            |                                                     | Încărcați imagine | Raportați eroare |
| 52810.01.02 (Cod LMI: CS-I-m-B-10825.02) | Situl arheologic de la Duleu - "Ripigiune" / ansamblu anonim (Categorie: locuire civilă) (Tip: Fortificație de pământ)                                              | sat Duleu, comuna Fârliug                      | Ripigiune,                                                      |                                              |            |                                                     | Încărcați imagine | Raportați eroare |
| 52810.02.01 (Cod LMI: CS-I-m-B-10826.01) | Castrul roman de la Duleu - "Cornet Cetate" / ansamblu anonim (Categorie: locuire militară) (Tip: Castru de pământ)                                                 | sat Duleu, comuna Fârliug                      | Cornet Cetate                                                   | romană sec. II - IV                          |            |                                                     | Încărcați imagine | Raportați eroare |
| 52810.02.02 (Cod LMI: CS-I-m-B-10826.02) | Castrul roman de la Duleu - "Cornet Cetate" / ansamblu anonim (Categorie: locuire militară) (Tip: Necropolă)                                                        | sat Duleu, comuna Fârliug                      | Cornet Cetate                                                   | romană sec. II - IV                          |            |                                                     | Încărcați imagine | Raportați eroare |
| 52810.03.01 (Cod LMI: CS-I-m-B-10827.02) | Castrul roman de la Duleu - "Odăi" / ansamblu anonim (Categorie: locuire militară) (Tip: Castru de piatră)                                                          | sat Duleu, comuna Fârliug                      | Odăi                                                            | romană sec. II - III                         |            | 45°29′33″N 21°51′22″E / 45.4925°N 21.8560777778°E   | Încărcați imagine | Raportați eroare |
| 52810.03.02 (Cod LMI: CS-I-m-B-10827.01) | Castrul roman de la Duleu - "Odăi" / ansamblu anonim (Categorie: locuire militară) (Tip: Așezare civilă)                                                            | sat Duleu, comuna Fârliug                      | Odăi                                                            | romană sec. II - III                         |            |                                                     | Încărcați imagine | Raportați eroare |
| 52589.02.01                              | Situl arheologic de la Dalboșeț - "Dragomireana" / ansamblu anonim (Categorie: locuire) (Tip: Locuire)                                                              | sat Dalboșeț, comuna Dalboșeț                  | Dragomireana                                                    |                                              | 1967       | 44°51′47″N 21°57′28″E / 44.86306°N 21.95778°E       | Încărcați imagine | Raportați eroare |
| 52589.02.02                              | Situl arheologic de la Dalboșeț - "Dragomireana" / ansamblu anonim (Categorie: locuire) (Tip: Villa rustica)                                                        | sat Dalboșeț, comuna Dalboșeț                  | Dragomireana                                                    | romană                                       | 1967       | 44°51′47″N 21°57′28″E / 44.86306°N 21.95778°E       | Încărcați imagine | Raportați eroare |
| 51485.02.01                              | Mănăstirea medievală de la Drencova / ansamblu anonim (Categorie: structură de cult/religioasă) (Tip: Mănăstire)                                                    | sat Drencova, comuna Berzasca                  |                                                                 |                                              |            | 44°38′00″N 22°15′00″E / 44.63334°N 22.25°E          | Încărcați imagine | Raportați eroare |
| 52589.03.01                              | Așezarea din epoca bronzului de la Dalboșeț - "Dealul Blidaru / ansamblu anonim (Categorie: locuire civilă) (Tip: Așezare)                                          | sat Dalboșeț, comuna Dalboșeț                  | Dealul Blidaru                                                  | Coțofeni                                     |            |                                                     | Încărcați imagine | Raportați eroare |
| 52589.03.02                              | Așezarea din epoca bronzului de la Dalboșeț - "Dealul Blidaru / ansamblu anonim (Categorie: locuire civilă) (Tip: Așezare)                                          | sat Dalboșeț, comuna Dalboșeț                  | Dealul Blidaru                                                  |                                              |            |                                                     | Încărcați imagine | Raportați eroare |
| 52589.04.01                              | Situl dacic de la Dalboșeț - "Gura Văii / ansamblu anonim (Categorie: locuire) (Tip: sit)                                                                           | sat Dalboșeț, comuna Dalboșeț                  | Gura Văii                                                       | dacică                                       |            |                                                     | Încărcați imagine | Raportați eroare |
| 52589.05.01                              | Tezaurul monetar de la Dalboșeț - "Moara Pitulată / ansamblu anonim (Categorie: depozit/tezaur) (Tip: tezaur)                                                       | sat Dalboșeț, comuna Dalboșeț                  | Moara Pitulată                                                  | geto-dacică sec. IV d. Chr                   | 1927-1928  |                                                     | Încărcați imagine | Raportați eroare |
| 54458.01                                 | Inele de aur de la Dalci (Categorie: depozit/tezaur) (Tip: tezaur)                                                                                                  | sat Dalci, comuna Turnu Ruieni                 |                                                                 |                                              | 1856       |                                                     | Încărcați imagine | Raportați eroare |
| 53452.01.01                              | Castrul Caput Bubali de la Delinești / ansamblu anonim (Categorie: locuire militară) (Tip: Castru)                                                                  | sat Delinești, comuna Păltiniș                 |                                                                 | romană                                       |            |                                                     | Încărcați imagine | Raportați eroare |
| 52669.01                                 | Moneda preromană de la Doclin (Categorie: descoperire izolată) (Tip: obiect izolat)                                                                                 | sat Doclin, comuna Doclin                      |                                                                 |                                              | 1597       |                                                     | Încărcați imagine | Raportați eroare |
| 52669.01.01                              | Moneda preromană de la Doclin / ansamblu anonim (Categorie: descoperire izolată) (Tip: neprecizat)                                                                  | sat Doclin, comuna Doclin                      |                                                                 | dacică                                       | 1597       |                                                     | Încărcați imagine | Raportați eroare |
| 52669.01.02                              | Moneda preromană de la Doclin / ansamblu anonim (Categorie: descoperire izolată) (Tip: așezare rurală)                                                              | sat Doclin, comuna Doclin                      |                                                                 |                                              | 1597       |                                                     | Încărcați imagine | Raportați eroare |
| 52801.01.01                              | Așezarea hallstattiană de la Dezești / ansamblu anonim (Categorie: locuire civilă) (Tip: Așezare)                                                                   | sat Dezești, comuna Fârliug                    |                                                                 |                                              |            |                                                     | Încărcați imagine | Raportați eroare |
| 52801.02.01                              | Așezarea daco-romană de la Dezești - "Valea Curții / ansamblu anonim (Categorie: locuire civilă) (Tip: Așezare)                                                     | sat Dezești, comuna Fârliug                    | Valea Curții                                                    | daco-romană                                  |            |                                                     | Încărcați imagine | Raportați eroare |
| 52801.03.01                              | Cuptoarele de redus minereul de la Dezești / ansamblu anonim (Categorie: construcție) (Tip: Cuptor de redus minereul)                                               | sat Dezești, comuna Fârliug                    |                                                                 | getică sec. III-IV d. Chr.                   |            |                                                     | Încărcați imagine | Raportați eroare |
| 53540.02.01                              | Situl arheologic de la Divici - ,,Ribiș / ansamblu anonim (Categorie: locuire civilă) (Tip: Așezare)                                                                | sat Divici, comuna Pojejena                    | Ribiș                                                           | Gârla Mare                                   |            |                                                     | Încărcați imagine | Raportați eroare |
| 53540.02.02                              | Situl arheologic de la Divici - ,,Ribiș / ansamblu anonim (Categorie: locuire civilă) (Tip: Grup de morminte)                                                       | sat Divici, comuna Pojejena                    | Ribiș                                                           |                                              |            |                                                     | Încărcați imagine | Raportați eroare |
| 53540.03.01                              | Așezarea daco-romană de la Divici - ,,Bela Reka / ansamblu anonim (Categorie: locuire civilă) (Tip: Așezare)                                                        | sat Divici, comuna Pojejena                    | Bela Reka                                                       | daco-romană sec. III-IV d. Chr               |            |                                                     | Încărcați imagine | Raportați eroare |
| 53540.04.01                              | Situl arheologic de la Divici - ,,Poreca / ansamblu anonim (Categorie: locuire civilă) (Tip: Așezare)                                                               | sat Divici, comuna Pojejena                    | Poreca                                                          | Starčevo - Criș                              |            |                                                     | Încărcați imagine | Raportați eroare |
| 53540.04.02                              | Situl arheologic de la Divici - ,,Poreca / ansamblu anonim (Categorie: locuire civilă) (Tip: Așezare)                                                               | sat Divici, comuna Pojejena                    | Poreca                                                          |                                              |            |                                                     | Încărcați imagine | Raportați eroare |
| 53540.04.03                              | Situl arheologic de la Divici - ,,Poreca / ansamblu anonim (Categorie: locuire civilă) (Tip: Așezare)                                                               | sat Divici, comuna Pojejena                    | Poreca                                                          |                                              |            |                                                     | Încărcați imagine | Raportați eroare |
| 53540.05.01                              | Așezarea hallstattiană de la Divici - ,,Cusatac / ansamblu anonim (Categorie: locuire civilă) (Tip: Așezare)                                                        | sat Divici, comuna Pojejena                    | Cusatac                                                         |                                              |            |                                                     | Încărcați imagine | Raportați eroare |
| 53540.06.01                              | Situl arheologic de la Divici - ,,Potoc / ansamblu anonim (Categorie: locuire civilă) (Tip: Așezare)                                                                | sat Divici, comuna Pojejena                    | Potoc                                                           |                                              |            |                                                     | Încărcați imagine | Raportați eroare |
| 53540.06.02                              | Situl arheologic de la Divici - ,,Potoc / ansamblu anonim (Categorie: locuire civilă) (Tip: Așezare)                                                                | sat Divici, comuna Pojejena                    | Potoc                                                           |                                              |            |                                                     | Încărcați imagine | Raportați eroare |
| 53540.07.01                              | Vatra medievală de la Divici - ,,Magiarske Groble / ansamblu anonim (Categorie: locuire civilă) (Tip: Așezare)                                                      | sat Divici, comuna Pojejena                    | Magiarske Groble                                                |                                              |            |                                                     | Încărcați imagine | Raportați eroare |
| 53540.08.01                              | Vatra medievală de la Divici - ,,Stari Divici / ansamblu anonim (Categorie: locuire civilă) (Tip: Așezare)                                                          | sat Divici, comuna Pojejena                    | Stari Divici                                                    |                                              |            |                                                     | Încărcați imagine | Raportați eroare |
| 52703.01.01                              | Așezarea daco-romană de la Dognecea - ,,Izvorul Alb / ansamblu anonim (Categorie: locuire civilă) (Tip: Așezare)                                                    | sat Dognecea, comuna Dognecea                  | Izvorul Alb                                                     | daco-romană                                  | 1978       |                                                     | Încărcați imagine | Raportați eroare |
| 52703.01.02                              | Așezarea daco-romană de la Dognecea - ,,Izvorul Alb / ansamblu anonim (Categorie: locuire civilă) (Tip: Cuptor de redus minereul)                                   | sat Dognecea, comuna Dognecea                  | Izvorul Alb                                                     | sec IV                                       | 1978       |                                                     | Încărcați imagine | Raportați eroare |
| 52703.02.01                              | Mina de la Dognecea / ansamblu anonim (Categorie: exploatare/carieră) (Tip: Mină)                                                                                   | sat Dognecea, comuna Dognecea                  |                                                                 | romană                                       |            |                                                     | Încărcați imagine | Raportați eroare |
| 52703.02.02                              | Mina de la Dognecea / ansamblu anonim (Categorie: exploatare/carieră) (Tip: Mină)                                                                                   | sat Dognecea, comuna Dognecea                  |                                                                 |                                              |            |                                                     | Încărcați imagine | Raportați eroare |
| 52703.02.03                              | Mina de la Dognecea / ansamblu anonim (Categorie: exploatare/carieră) (Tip: Mină)                                                                                   | sat Dognecea, comuna Dognecea                  |                                                                 |                                              |            |                                                     | Încărcați imagine | Raportați eroare |
| 50834.01.01                              | Locuirea din peștera Stârnic de la Domam / ansamblu anonim (Categorie: locuire civilă) (Tip: Așezare)                                                               | localitate componentă Doman, municipiul Reșița | Peștera Stârnic                                                 |                                              |            |                                                     | Încărcați imagine | Raportați eroare |
| 50834.02.01                              | Locuirea din Peștera cu Oase de la Doman / ansamblu anonim (Categorie: locuire civilă) (Tip: sit)                                                                   | localitate componentă Doman, municipiul Reșița | Peștera cu Oase                                                 |                                              |            |                                                     | Încărcați imagine | Raportați eroare |
| 52730.03.01                              | Așezarea neo-eneolitică de la Domașnea - ,,Dealu Dosu / ansamblu anonim (Categorie: locuire civilă) (Tip: Așezare)                                                  | sat Domașnea, comuna Domașnea                  | Dealu Dosu                                                      | Vinča                                        |            |                                                     | Încărcați imagine | Raportați eroare |
| 52730.03.02                              | Așezarea neo-eneolitică de la Domașnea - ,,Dealu Dosu / ansamblu anonim (Categorie: locuire civilă) (Tip: Așezare)                                                  | sat Domașnea, comuna Domașnea                  | Dealu Dosu                                                      | Sălcuța                                      |            |                                                     | Încărcați imagine | Raportați eroare |
| 52730.04.01                              | Așezarea Coțofeni de la Domașnea - ,,Peștera Vârful Înalt / ansamblu anonim (Categorie: locuire civilă) (Tip: Așezare în peșteră)                                   | sat Domașnea, comuna Domașnea                  | Peștera Vârful Înalt                                            | Coțofeni                                     |            |                                                     | Încărcați imagine | Raportați eroare |
| 52730.05.01                              | Situl arheologic de la Domașnea - ,,Piatra Ilișovei / ansamblu anonim (Categorie: locuire civilă) (Tip: Așezare)                                                    | sat Domașnea, comuna Domașnea                  | Piatra Ilișovei                                                 | Vinča                                        |            |                                                     | Încărcați imagine | Raportați eroare |
| 52730.05.02                              | Situl arheologic de la Domașnea - ,,Piatra Ilișovei / ansamblu anonim (Categorie: locuire civilă) (Tip: Așezare)                                                    | sat Domașnea, comuna Domașnea                  | Piatra Ilișovei                                                 | Sălcuța                                      |            |                                                     | Încărcați imagine | Raportați eroare |
| 52730.05.03                              | Situl arheologic de la Domașnea - ,,Piatra Ilișovei / ansamblu anonim (Categorie: locuire civilă) (Tip: Așezare)                                                    | sat Domașnea, comuna Domașnea                  | Piatra Ilișovei                                                 | Coțofeni                                     |            |                                                     | Încărcați imagine | Raportați eroare |
| 52730.05.04                              | Situl arheologic de la Domașnea - ,,Piatra Ilișovei / ansamblu anonim (Categorie: locuire civilă) (Tip: Așezare)                                                    | sat Domașnea, comuna Domașnea                  | Piatra Ilișovei                                                 | câmpurilor de urne                           |            |                                                     | Încărcați imagine | Raportați eroare |
| 52730.06.01                              | Așezarea Coțofeni de la Domașnea - ,,Terasa calului / ansamblu anonim (Categorie: locuire civilă) (Tip: Așezare)                                                    | sat Domașnea, comuna Domașnea                  | Terasa calului                                                  | Coțofeni                                     |            |                                                     | Încărcați imagine | Raportați eroare |
| 52730.07.01                              | Așezarea romană de la Domașnea - ,,Pivnița lui Românu Nicolae / ansamblu anonim (Categorie: locuire civilă) (Tip: Așezare)                                          | sat Domașnea, comuna Domașnea                  | Pivnița lui Românu Nicolae                                      | romană sec. II-III d. Chr                    |            |                                                     | Încărcați imagine | Raportați eroare |
| 52730.08.01                              | Castrul roman Ad Pannonios și drumul roman de la Domașnea / ansamblu anonim (Categorie: locuire militară) (Tip: Castru)                                             | sat Domașnea, comuna Domașnea                  |                                                                 | romană                                       |            |                                                     | Încărcați imagine | Raportați eroare |
| 52730.08.012                             | Castrul roman Ad Pannonios și drumul roman de la Domașnea / ansamblu anonim (Categorie: locuire militară) (Tip: Drum)                                               | sat Domașnea, comuna Domașnea                  |                                                                 | romană                                       |            |                                                     | Încărcați imagine | Raportați eroare |
| 51485.03.01                              | Așezarea hallstattiană de la Drencova- Valea Mosnicului / ansamblu anonim (Categorie: locuire civilă) (Tip: Așezare)                                                | sat Drencova, comuna Berzasca                  | Valea Mosnicului                                                |                                              |            |                                                     | Încărcați imagine | Raportați eroare |
| 51485.04.01                              | Depozitul hallstattian de la Drencova - ,,Muntiana / ansamblu anonim (Categorie: depozit/tezaur) (Tip: Depozit)                                                     | sat Drencova, comuna Berzasca                  | Muntiana                                                        |                                              | 1971       |                                                     | Încărcați imagine | Raportați eroare |
| 51485.05.01                              | Tabără militară romană de la Drencova / ansamblu anonim (Categorie: locuire militară) (Tip: Tabără militară)                                                        | sat Drencova, comuna Berzasca                  |                                                                 | romană                                       |            |                                                     | Încărcați imagine | Raportați eroare |
| 51485.06.01                              | Necropola medievală timpurie de la Drencova / ansamblu anonim (Categorie: descoperire funerară) (Tip: Necropolă)                                                    | sat Drencova, comuna Berzasca                  |                                                                 | secolele XII - XIII                          |            |                                                     | Încărcați imagine | Raportați eroare |
| 52810.04                                 | Necropola de la Duleu - ,,Codru (Categorie: descoperire funerară) (Tip: necropolă)                                                                                  | sat Duleu, comuna Fârliug                      | Codru                                                           |                                              |            |                                                     | Încărcați imagine | Raportați eroare |
| 52810.04.01                              | Necropola de la Duleu - ,,Codru / ansamblu anonim (Categorie: descoperire funerară) (Tip: Necropolă)                                                                | sat Duleu, comuna Fârliug                      | Codru                                                           |                                              |            |                                                     | Încărcați imagine | Raportați eroare |
| 52810.05.01                              | Situl arheologic de la Duleu - ,,Dâmpul din Sat / ansamblu anonim (Categorie: locuire civilă) (Tip: Așezare)                                                        | sat Duleu, comuna Fârliug                      | Dâmpul din Sat                                                  |                                              |            |                                                     | Încărcați imagine | Raportați eroare |
| 52810.05.02                              | Situl arheologic de la Duleu - ,,Dâmpul din Sat / ansamblu anonim (Categorie: locuire civilă) (Tip: Așezare)                                                        | sat Duleu, comuna Fârliug                      | Dâmpul din Sat                                                  | dacică                                       |            |                                                     | Încărcați imagine | Raportați eroare |
| 52810.06.01                              | Fortificația de la Duleu - ,,Ariniș / ansamblu anonim (Categorie: fortificație) (Tip: Fortificație)                                                                 | sat Duleu, comuna Fârliug                      | Ariniș                                                          |                                              |            |                                                     | Încărcați imagine | Raportați eroare |
| 52810.07.01                              | Așezarea neolitică de la Duleu - ,,Ponoave / ansamblu anonim (Categorie: locuire civilă) (Tip: Așezare)                                                             | sat Duleu, comuna Fârliug                      | Ponoave                                                         |                                              |            |                                                     | Încărcați imagine | Raportați eroare |
| 52810.09.01                              | Biserica și necropola de la Duleu - ,,Cucuiova / ansamblu anonim (Categorie: structură de cult/religioasă) (Tip: biserică)                                          | sat Duleu, comuna Fârliug                      | Cucuiova                                                        |                                              |            |                                                     | Încărcați imagine | Raportați eroare |
| 52810.09.02                              | Biserica și necropola de la Duleu - ,,Cucuiova / ansamblu anonim (Categorie: structură de cult/religioasă) (Tip: necropolă)                                         | sat Duleu, comuna Fârliug                      | Cucuiova                                                        |                                              |            |                                                     | Încărcați imagine | Raportați eroare |
| 52810.10.01                              | Biserica și necropola de la Duleu - ,,Țărni / ansamblu anonim (Categorie: structură de cult/religioasă) (Tip: biserică)                                             | sat Duleu, comuna Fârliug                      | Țărni                                                           |                                              |            |                                                     | Încărcați imagine | Raportați eroare |
| 52810.10.02                              | Biserica și necropola de la Duleu - ,,Țărni / ansamblu anonim (Categorie: structură de cult/religioasă) (Tip: necropolă)                                            | sat Duleu, comuna Fârliug                      | Țărni                                                           |                                              |            |                                                     | Încărcați imagine | Raportați eroare |
| 52810.11.01                              | Așezarea Basarabi de la Duleu - ,,Dâmp / ansamblu anonim (Categorie: locuire civilă) (Tip: Așezare)                                                                 | sat Duleu, comuna Fârliug                      | Dâmp                                                            | Basarabi                                     |            |                                                     | Încărcați imagine | Raportați eroare |
| 52810.12.01                              | Așezarea romană de la Duleu - ,,Dealul Foale / ansamblu anonim (Categorie: locuire civilă) (Tip: Așezare)                                                           | sat Duleu, comuna Fârliug                      | Dealul Foale                                                    | romană sec. III-IV d. Chr                    |            |                                                     | Încărcați imagine | Raportați eroare |
| 52810.13.01                              | Așezarea romană de la Duleu - ,,Săliște / ansamblu anonim (Categorie: locuire civilă) (Tip: Așezare)                                                                | sat Duleu, comuna Fârliug                      | Săliște                                                         | romană sec. III-IV d. Chr                    |            |                                                     | Încărcați imagine | Raportați eroare |
| 52810.14                                 | Așezarea neolitică de la Duleu - ,,Curcanu (Categorie: locuire civilă) (Tip: așezare)                                                                               | sat Duleu, comuna Fârliug                      | Curcanu                                                         |                                              |            |                                                     | Încărcați imagine | Raportați eroare |
| 52810.14.01                              | Așezarea neolitică de la Duleu - ,,Curcanu / ansamblu anonim (Categorie: locuire civilă) (Tip: Așezare)                                                             | sat Duleu, comuna Fârliug                      | Curcanu                                                         |                                              |            |                                                     | Încărcați imagine | Raportați eroare |
| 52810.15.01                              | Așezarea Basarabi de la Duleu - ,,Grădina lui Vasi Gheorghe / ansamblu anonim (Categorie: locuire civilă) (Tip: Așezare)                                            | sat Duleu, comuna Fârliug                      | Grădina lui Vasi Gheorghe                                       | Basarabi                                     |            |                                                     | Încărcați imagine | Raportați eroare |
| 52810.16.01                              | Așezarea romană de la Duleu - ,,Izvorul lui Traian / ansamblu anonim (Categorie: locuire civilă) (Tip: Așezare)                                                     | sat Duleu, comuna Fârliug                      | Izvorul lui Traian                                              | romană sec. III-IV d. Chr                    |            |                                                     | Încărcați imagine | Raportați eroare |
| 52810.16.02                              | Așezarea romană de la Duleu - ,,Izvorul lui Traian / ansamblu anonim (Categorie: locuire civilă) (Tip: Drum)                                                        | sat Duleu, comuna Fârliug                      | Izvorul lui Traian                                              | romană                                       |            |                                                     | Încărcați imagine | Raportați eroare |
| 52810.17.01                              | Movilele funerare de la Duleu - ,,La Morminți, Pământul lui Ion Mihai, Luncă, Ogașul Perilor, Gai / ansamblu anonim (Categorie: descoperire funerară) (Tip: Movilă) | sat Duleu, comuna Fârliug                      | La Morminți, Pământul lui Ion Mihai, Luncă, Ogașul Perilor, Gai |                                              |            |                                                     | Încărcați imagine | Raportați eroare |
| 53540.01.01 (Cod LMI: CS-I-m-A-10821.02) | Situl arheologic de la Divici - "Grad" / ansamblu anonim (Categorie: fortificație) (Tip: Cetate)                                                                    | sat Divici, comuna Pojejena                    | Grad                                                            | geto-dacică sec. I î.Chr - I d.Chr           |            | 44°46′59″N 21°28′24″E / 44.78305°N 21.47333°E       | Încărcați imagine | Raportați eroare |
| 53540.01.02 (Cod LMI: CS-I-m-A-10821.01) | Situl arheologic de la Divici - "Grad" / ansamblu anonim (Categorie: fortificație) (Tip: Așezare)                                                                   | sat Divici, comuna Pojejena                    | Grad                                                            | geto-dacică sec. II a. Chr. - sec. I p. Chr. |            | 44°46′59″N 21°28′24″E / 44.78305°N 21.47333°E       | Încărcați imagine | Raportați eroare |